# Farbrausch
 (mars 2014).
Si vous disposez d'ouvrages ou d'articles de référence ou si vous connaissez des sites web de qualité traitant du thème abordé ici, merci de compléter l'article en donnant les références utiles à sa vérifiabilité et en les liant à la section « Notes et références ».
Farbrausch est un groupe de demomakers allemand qui s'est illustré notamment dans la catégorie « intro 64K » dans le début des années 2000 avec les titres « .the .product », « Poem to a horse », « Candytron », et « Debris » en 2007.
Alors que la plupart des démos de l'époque faisait un usage de plus en plus important de textures précalculées et quittaient les modtrackers pour des bandes sons stockées en MP3, kb et fiver2 prennent le pari de générer l'entièreté des données nécessaires (samples, textures, et objets 3D) à partir de formules mathématiques calculées en temps réel.